# 潘际炎
潘际炎（1924年—2018年），男，江西瑞昌人，中国桥梁技术专家，中国铁道科学研究院研究员，中国铁路栓焊钢梁的奠基人之一。